# 7651 Villeneuve
7651 Villeneuve eller 1990 VD6 är en asteroid i huvudbältet som upptäcktes den 15 november 1990 av den belgiske astronomen Eric W. Elst vid La Silla-observatoriet. Den är uppkallad efter Don Villeneuve, vän till upptäckaren.
Asteroiden har en diameter på ungefär 6 kilometer och den tillhör asteroidgruppen Gefion.